# Iowa Speedway

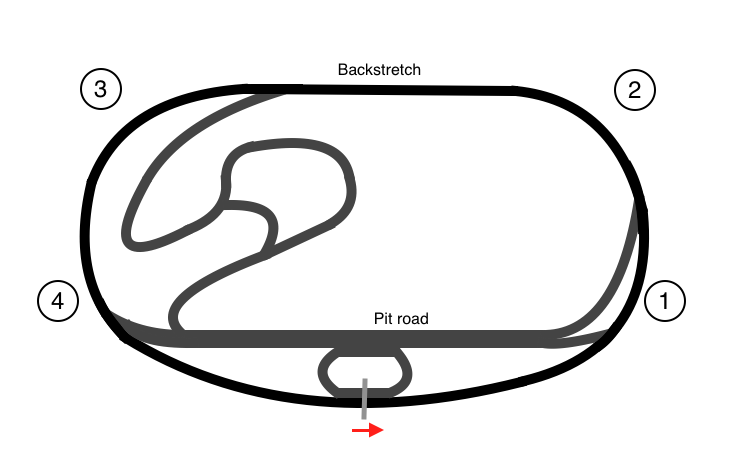
Iowa Speedways ovalbana och innerslinga.

Iowa Speedway är en 0,875 mile (1,408 km) lång amerikansk racerbana utanför Newton, Iowa.

## Historia
Iowa Speedway öppnade 2006, och byggdes efter inspiration från Richmond International Raceway. Banan har två relativt bakade kurvor, med D-formad raka som start och mål. Banans första stora tävling var IndyCar 2007, och den skrev 2009 på ett nytt tvåårskontrakt att arrangera IndyCar. Iowa Speedway arrangerar även de bägge mindre serierna i NASCAR. Den har 30 000 åskådarplatser, vilket är relativt lågt. Det har i alla fall lett till fullsatta läktare under alla år för IndyCar på banan.

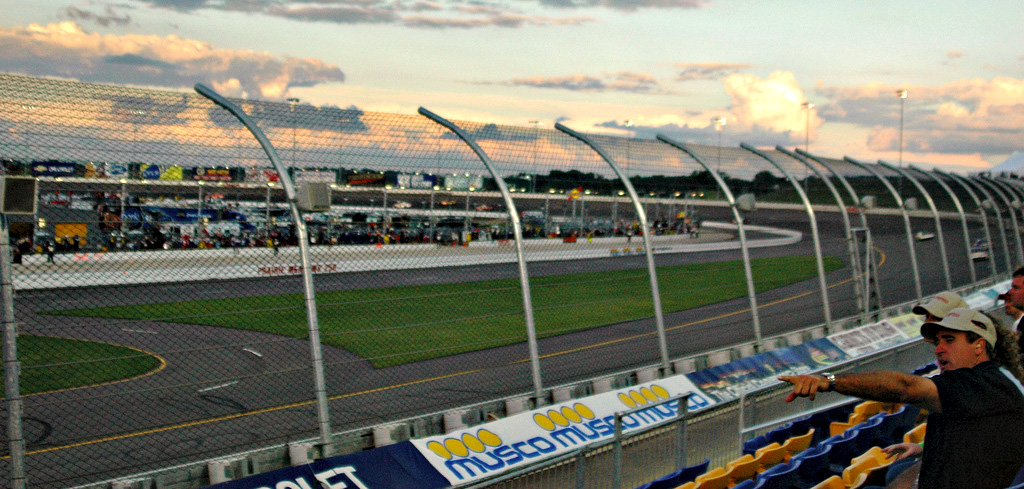
Iowa Speedway 2007.